# KS Elbasani
O Klubi Sportiv Elbasani é um clube de futebol albanês fundado em 1913 na cidade de Elbasan, a partir da fusão dos times "Aferdita Elbasan" e "Perparimi Elbasan" formando um novo clube com o nome de "Klubi Futbollit Urani Elbasan".
Em 1932 o clube começou a se chamar "KS Skampa Elbasan", em 1939, "KS Bashkimi", em 1949, "KS Elbasani", em 1950, "Puna Elbasan", entre 1951 e 1991 seu nome era "KS Labinoti Elbasan". De 1991 até atualmente ele é chamado de "Klubi Sportiv Elbasani".
Os jogos da equipe são realizados na Arena de Elbasani com capacidade para 12 800 espectadores.

## Títulos oficiais
- Superliga Albanesa (2): 1983–84 e 2005–06

- Segunda Divisão Albanesa (3): 1933, 1958 e 2001–02

- Copa da Albânia (2): 1975 e 1992

## Desempenho em competições europeias
| Temporada | Competição            | Rodada | País               | Clube      | Casa | Fora | Agregado |
| --------- | --------------------- | ------ | ------------------ | ---------- | ---- | ---- | -------- |
| 1984–85   | European Cup          | 1R     | Dinamarca          | Lyngby BK  | 0-3  | 0-3  | 0-6      |
| 2005–06   | Copa da UEFA          | 1QR    | Macedónia do Norte | FK Vardar  | 1-1  | 0-0  | 1-1      |
| 2006–07   | UEFA Champions League | 1QR    | Lituânia           | FK Ekranas | 1-0  | 0-3  | 1-3      |

## Elenco atual

### Elbasani "A"
Nota: Bandeiras indicam equipe nacional, conforme definido pelas regras de elegibilidade da FIFA. Os jogadores podem ter mais de uma nacionalidade não-FIFA.
| N.º |                    | Posição | Jogador            |
| --- | ------------------ | ------- | ------------------ |
|     | Albânia            |         | Ervin Llani        |
|     | Albânia            |         | Albano Dushku      |
|     | Macedónia do Norte |         | Kire Ristevski     |
|     | Eslovénia          |         | Almir Sulejmanovic |
|     | Albânia            |         | Erand Hoxha        |
|     | Sérvia             |         | Aleksandar Radovic |
|     | Albânia            |         | Daniel Ramazani    |
|     | Albânia            |         | Hetlmen Capja      |
|     | Albânia            |         | Endri Dalipi       |
|     | Albânia            |         | Orgest Gava        |

| N.º |                    | Posição | Jogador           |
| --- | ------------------ | ------- | ----------------- |
|     | Albânia            |         | Dorian Bylykbashi |
|     | Albânia            |         | Armando Mehmetaj  |
|     | Albânia            |         | Eriol Merxha      |
|     | Albânia            |         | Renato Hyshmeri   |
|     | Albânia            |         | Endri Bakiu       |
|     | Albânia            |         | Aldo Bello        |
|     | Macedónia do Norte |         | Mensur Idrizi     |
|     | Macedónia do Norte |         | Altin Lloga       |
|     | Albânia            |         | Jasmin Raboshta   |
|     | Albânia            |         | Armando Sadiku    |

### Elbasani "B"
Nota: Bandeiras indicam equipe nacional, conforme definido pelas regras de elegibilidade da FIFA. Os jogadores podem ter mais de uma nacionalidade não-FIFA.
| N.º |         | Posição | Jogador           |
| --- | ------- | ------- | ----------------- |
|     | Albânia |         | Jurgen Sejdini    |
|     | Albânia |         | Renald Zeneli     |
|     | Albânia |         | Domeniko Ibrahimi |
|     | Albânia |         | Ervis Leka        |
|     | Albânia |         | Eros Bora         |
|     | Albânia |         | Endri Halilaj     |

| N.º |         | Posição | Jogador        |
| --- | ------- | ------- | -------------- |
|     | Albânia |         | Olsen Suli     |
|     | Albânia |         | Ganiol Kaçulli |
|     | Albânia |         | Ledio Pine     |
|     | Albânia |         | Donald Varfi   |
|     | Albânia |         | Eder Peti      |
|     | Albânia |         | Serxhio Piku   |